# Stan wojenny

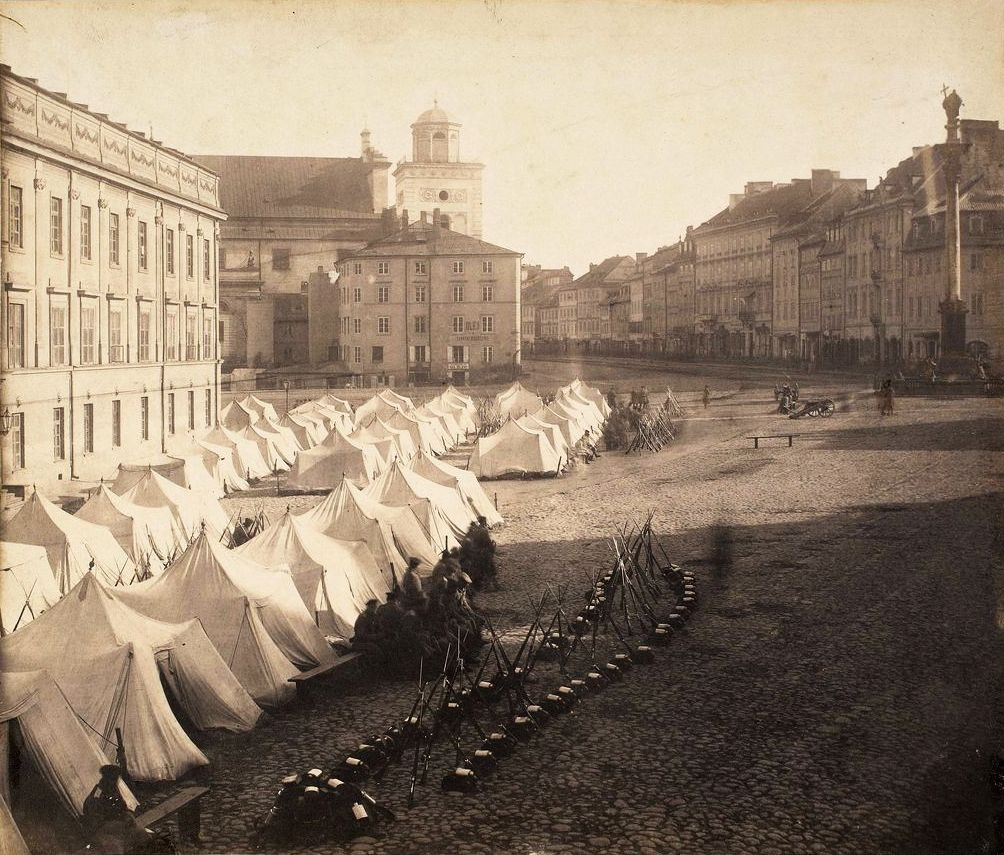
Biwak armii rosyjskiej w czasie stanu wojennego w Warszawie, 1861

Stan wojenny – jeden ze stanów nadzwyczajnych, polegający na przejęciu administracji przez wojsko. Stan ten może być wprowadzony przez rząd danego kraju w celu przywrócenia porządku publicznego w wypadku takich zdarzeń jak zamach stanu czy w celu zdławienia opozycji politycznej.

## Stan wojenny w Australii
Ani konstytucja Australii, ani żaden inny dokument legislacyjny nie precyzują, w jaki sposób może zostać wprowadzony stan wojenny w tym kraju. Tradycyjnie uważa się, że możliwość wprowadzenia stanu wojennego stanowi nieodłączną prerogatywę rządu wynikającą z potrzeby chwili, a nie z litery prawa. Wprowadzenie stanu wojennego nie oznacza automatycznego wprowadzenia administracji wojskowej, lecz zawieszenie obowiązujących praw habeas corpus i pracy sądów powszechnych; stan wojenny to stan, w którym nie obowiązują normalne prawa. W historii Australii jako niepodległego państwa stan wojenny nie był wprowadzony. W okresie kolonialnym było siedem przypadków.

## Stan wojenny w Polsce
W Polsce stan wojenny może być wprowadzony przez Prezydenta Rzeczypospolitej na wniosek Rady Ministrów w formie rozporządzenia na części albo na całym terytorium państwa w razie zewnętrznego zagrożenia państwa, w tym spowodowanego działaniami terrorystycznymi, zbrojnej napaści na terytorium RP lub gdy z umowy międzynarodowej wynika zobowiązanie do wspólnej obrony przeciwko agresji. Rozporządzenie o wprowadzeniu stanu wojennego prezydent musi przedstawić Sejmowi w ciągu 48 godzin od podpisania. Sejm ma obowiązek niezwłocznie rozpatrzyć owo rozporządzenie, może je również uchylić bezwzględną większością głosów w obecności co najmniej połowy ustawowej liczby posłów. Wprowadzenie stanu wojennego wywołuje skutki określone w ustawie i może wiązać się z ograniczeniem wolności i praw człowieka i obywatela. Rada Ministrów zarządza w czasie stanu wojennego systemem kierowania obroną państwa, w tym może również przekazać organom wojskowym określone kompetencje organów władzy publicznej w strefie bezpośrednich działań wojennych.

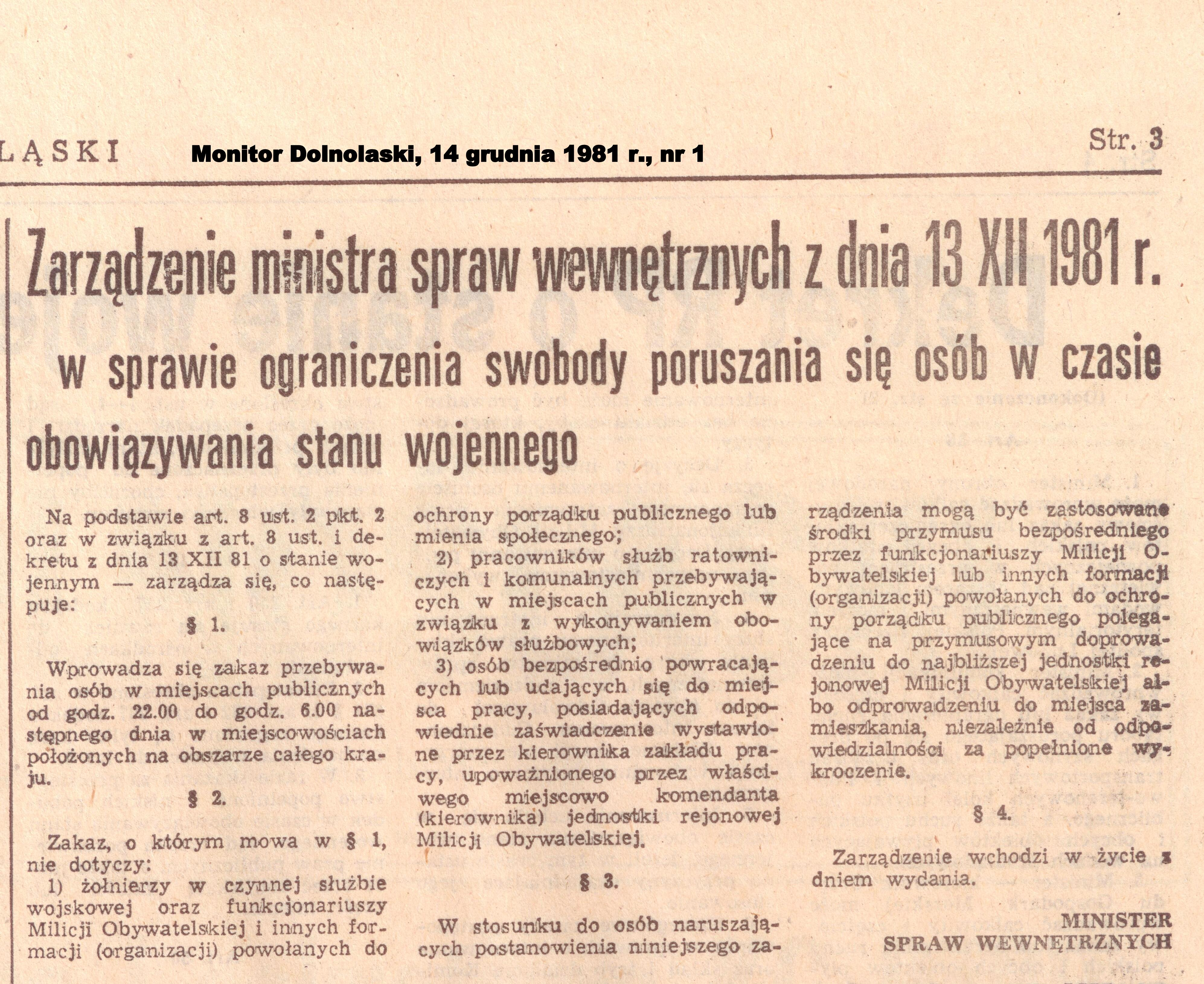
Zarządzenie ministra spraw wewnętrznych z 13.12.1981 r. w sprawie godziny milicyjnej

Ostatnim stanem wojennym w Polsce był stan wojenny w latach 1981–1983 wprowadzony przez władze komunistyczne. W dekrecie z 13 grudnia 1981 r. wprowadzającym stan wojenny, zostało ograniczone poruszanie się osób w miejscach publicznych między godziną 22:00 a 6:00 na terenie Polskiej Rzeczypospolitej Ludowej (nazywane godziną milicyjną). Ze względu na umożliwienie pracownikom przyjścia na pierwszą zmianę do pracy, czas trwania godziny milicyjnej skrócony został później o dwie godziny, tj. od 23:00 do 5:00.

## Stan wojenny na Ukrainie
Na Ukrainie – wg przepisów z 2015 – stan wojenny może być wprowadzony na terenie części lub całości kraju. Decyzję o wprowadzeniu stanu wojennego podejmuje prezydent Ukrainy, jednakże wymaga ona zatwierdzenia przez parlament – Radę Najwyższą.
Stan wojenny został wprowadzony dwukrotnie. Po raz pierwszy został wprowadzony przez prezydenta Ukrainy Petro Poroszenkę 26 listopada 2018 po ostrzelaniu statków ukraińskich na Morzu Azowskim przez wojskowe śmigłowce rosyjskie.
Po raz drugi stan wojenny został wprowadzony 24 lutego 2022 przez prezydenta Ukrainy Wołodymyra Zełenskiego na terytorium całego kraju w związku ze zbrojną napaścią Rosji.